# Шеремета, Павел Михайлович
Павел Михайлович Шеремета (укр. Павло Михайлович Шеремета; род. 23 мая 1971, Львов) — украинский экономист и педагог, основатель и первый декан Киево-Могилянской бизнес-школы, президент Киевской школы экономики. С 27 февраля по 2 сентября 2014 года занимал должность министра экономического развития и торговли в правительстве Арсения Яценюка.

## Биография
Павел Шеремета родился 23 мая 1971 года во Львове.
Окончил Львовский национальный университет имени Ивана Франко и получил диплом специалиста по экономике.
В 1994 году закончил программу менеджмента в Международном Центре Менеджмента в Будапеште.
Окончил программы управленческого развития в Гарвардской бизнес-школе, Институте Стратегии Голубого Океана в Бизнес-школе Insead, Международной Китайско-Европейской бизнес-школе, а также Центре развития лидерства Дж. Уелша в GE.
В 1995 году получил степень МВА в бизнес-школе Университета Эмори (Атланта, США).
В 1999—2008 — декан Киево-Могилянской бизнес школы.
В 2006 году Павел Шеремета вошел в список 15 лучших менеджеров Украины по версии украинского журнала Компаньон.
В 2006—2010 — вице-президент Ассоциации по развитию менеджмента в Центральной и Восточной Европе (CEEMAN).
В 2008—2011 — президент и старший консультант Института стратегии голубого океана Малайзии.
С 2012 года — президент Киевской школы экономики
26 февраля 2014 — Евромайдан предлагает Верховной Раде кандидатуру Шереметы на пост Министра экономики Украины.
20 августа 2014 года подал в отставку, которую 2 сентября утвердил парламент. Причиной ухода было названо несогласие с процедурой утверждения правительством кандидатуры торгового представителя Украины.

## Семья
- Жена — Оксана Шеремета.
- Дочери — Олеся, София.